# Sant Salvador de Molinos
Sant Salvador de Molinos és en el terme municipal de la Torre de Cabdella a la comarca del Pallars Jussà, just al límit dels antics termes de Mont-ros i de la Torre de Cabdella (terme antic).
El camí d'accés més fàcil és des de la Torre de Cabdella. De les cases de més al sud d'aquest poble, al lloc anomenat els Hortons, surt un camí cap al sud que va remuntant la serreta que forma la riba esquerra del Flamisell. Es tracta del vell camí de la sal, seguint el qual els de la Vall Fosca anaven a Gerri de la Sal. Sempre cap al sud, arriba al final de la serra, on hi ha una torre elèctrica, la línia de la qual el camí ha passat per sota una estona abans. En arribar a la torre, el camí fa un revolta tancat per anar a buscar la mateixa carena que acaba aquí (el Serrat de Solà). Seguint pel camí, en un moment s'arriba al lloc on hi ha les restes de la capella de Sant Salvador, en una penya a la mateixa carena.
No es tenen notícies d'aquesta església, però és segurament la capella de Sant Salvador depenent de Mont-ros que apareix en una relació d'esglésies del 1904.
En queda ben poca cosa, de l'església, però permet reconèixer-hi una obra romànica molt senzilla. Es tracta de tres filades de pedra de l'absis. Era una església petita, d'una sola nau, amb absis a orient, feta amb pedres planes i grosses, disposades en filades molt regulars.